# Pterostichus coloradensis
Pterostichus coloradensis är en skalbaggsart som beskrevs av Csiki. Pterostichus coloradensis ingår i släktet Pterostichus och familjen jordlöpare. Inga underarter finns listade i Catalogue of Life.